# 女芝居
女芝居（おんなしばい）とは、江戸時代後期から大正時代にかけて行われた女性のみによる歌舞伎などの芝居。

## 概要
女性による芝居の代表的なものとして江戸時代初期に行われた女歌舞伎が存在していたが、寛永6年（1629年）に江戸幕府によって禁止されて以後、衰退していった。一方、その江戸幕府に設けられていた大奥、あるいは同様の役割を果たしていた諸藩の奥向は、原則として「男子禁制」であったために男性の役者に代わって歌舞伎や狂言などの芸能・娯楽を披露する女性たちが、遅くても18世紀後半の安永年間には登場するようになった。明治維新後、職を失ったそうした女性たちが民間で自分たちの芸能を見せたのが女芝居のルーツと言われている。
明治24年（1891年）に神田三崎町で開業した三崎座は女芝居の代表的な劇場として知られ、特に市川九女八（初代）は名優として知られている。だが、独自のジャンルを構築をするには至らず、大正期には衰退してしまう。もっとも、後期には新派との交流も盛んに行われ、日本における女優誕生に影響を与えた側面も有している。